# Осейдж (округ, Міссурі)
Шаблон:StateAbbr_ 38°28′ пн. ш. 91°52′ зх. д. / 38.46° пн. ш. 91.86° зх. д.
Округ  Осейдж (англ. Osage County) — округ (графство) у штаті Міссурі, США. Ідентифікатор округу 29151.

## Історія
Округ утворений 1841 року.

## Демографія
За даними перепису 
2000 року 
загальне населення округу становило 13062 осіб, усе сільське.
Серед мешканців округу чоловіків було 6628, а жінок — 6434. В окрузі було 4922 домогосподарства, 3580 родин, які мешкали в 5904 будинках.
Середній розмір родини становив 3,1.
Віковий розподіл населення поданий у таблиці:
| Стать    | До 15 років | 15-21 | 22-29 | 30-39 | 40-49 | 50-65 | 65-85 | Понад 85 |
| -------- | ----------- | ----- | ----- | ----- | ----- | ----- | ----- | -------- |
| Чоловіки | 1435        | 799   | 629   | 1013  | 928   | 1003  | 741   | 80       |
| Жінки    | 1384        | 621   | 560   | 912   | 886   | 971   | 903   | 197      |

## Суміжні округи
- Келлевей — північ
- Ґасконейд — схід
- Меріс — південь
- Міллер — південний захід
- Коул — захід
- Монтгомері — північний схід

## Виноски
1. ↑  U.S. Decennial Census. United States Census Bureau. Процитовано 17 листопада 2014.
2. ↑  Historical Census Browser. University of Virginia Library. Архів оригіналу за 30 травня 2019. Процитовано 17 листопада 2014.
3. ↑  Population of Counties by Decennial Census: 1900 to 1990. United States Census Bureau. Процитовано 17 листопада 2014.
4. ↑  Census 2000 PHC-T-4. Ranking Tables for Counties: 1990 and 2000 (PDF). United States Census Bureau. Процитовано 17 листопада 2014.
5. ↑  State & County QuickFacts. United States Census Bureau. Архів оригіналу за 7 червня 2011. Процитовано 12 вересня 2013.(англ.) Наведено за англійською вікіпедією.
6. ↑  American FactFinder. Бюро перепису населення США. Архів оригіналу за 26 лютого 2012. Процитовано 31 січня 2008.

| США | Це незавершена стаття з географії США. Ви можете допомогти проєкту, виправивши або дописавши її. |